# Vicente María de Acevedo
Vicente María de Acevedo y Pola (Vigo, Pontevedra, 1726 – Las Quintanillas , 1808) fue un militar español que luchó en la Guerra de la Independencia Española con el rango de general.

## Biografía
En el levantamiento de Asturias contra los franceses en mayo de 1808 fue nombrado vocal de la Junta de Gobierno y general en jefe de las tropas de Asturias. Se incorporó al Ejército que actuaba en Vizcaya y se distinguió en las batallas de Valmaseda y de Espinosa (noviembre de 1808).
En la batalla de Espinosa cayó gravemente herido y su ayudante Rafael del Riego tomó el mando de la División Asturiana. Riego tuvo que retirarse derrotado, llevándose consigo a Acevedo. En las inmediaciones de Reinosa una patrulla de cazadores franceses les dio alcance y, a pesar de los ruegos de Riego, asesinaron a Acevedo a bayonetazos. Riego fue apresado y llevado a Francia.